# Nicolae Corlăteanu
Nicolae Corlăteanu (n. 14 mai 1915, Caracui, raionul Hîncești, Republica Moldova – d. 21 octombrie 2005, Chișinău, Republica Moldova) a fost un lingvist moldovean, care a fost ales ca membru titular al Academiei de Științe a Moldovei.

## Activitate profesională
A absolvit Facultatea de Litere și Filosofie și Facultatea de Drept a Universității din Cernăuți (1939). A fost șef al Catedrei de limbă și literatură națională a Universității de Stat din Chișinău (1946-1949), șef de sector (1947-1981), director-adjunct (1958-1961) și director (1961-1969) al Institutului de Limbă și Literatură al Academiei de Științe a Moldovei, profesor la Universitatea de Stat din Chișinău (1969-1988).
A fost doctor habilitat, profesor universitar, Om emerit în Știință, laureat al Premiului Național pentru Știință, Cavaler al Ordinului Republicii.
La data de 1 august 1961 a fost ales ca membru corespondent al Academiei de Științe a Moldovei.

## Atitudinea față de limba română
În 1969, aflat într-o vizită în Cuba sub veghea agenților sovietici, lingvistul Nicolae Corlăteanu a spus că nu există diferențe la nivel de limbă literară între România și Moldova, există doar „dulcele grai moldovenesc”, cu particularitățile sale regionale. În anii 1990, academicianul Nicolae Corlăteanu a îmbrățișat glotonimul limba română pentru limba vorbită și scrisă la est de Prut, cu începere din 22 august 1991, când a publicat eseul Vorbirea vie și ortografia în revista bucureșteană „România literară”. Tot el scria că „Se impune a înțelege cu toții, o dată și pentru totdeauna, că încercările întreprinse în perioada sovietică de a crea o nouă limbă literară romanică pe teritoriul fostei RSSM, diferită de cea română, n-au dat și, de fapt, nu puteau da nicicând rezultatele scontate. … O dată și odată trebuie să ajungem cu toții la înțelegerea că limba noastră literară trebuie numită cu numele sau adevărat – româna. Acest lucru nu afectează în nici un fel nici ambițiile, nici orgoliul cuiva, cu atât mai mult independența și suveranitatea statală a Republicii Moldova” (Limba Română, nr. 4 (22), 1995, p. 10-19).

## Opera (selecție)
Moștenirea științifică, memorialistică și de alte genuri lăsată de Nicolae Corlăteanu cuprinde peste 550 lucrări, printre care:
- Dicționar român-rus (Moscova, 1954; ed. a II-a, 1967, în colaborare cu E. Russev);
- Studiu asupra sistemei lexicale moldovenești din anii 1870-1970 (1964);
- Исследование народной латыни и её отношении с романскими языками (Moscova, 1974);
- Fonetica limbii moldovenești literare contemporane (1978);
- Cuvântul în vâltoarea vieții (1980);
- Scriitorul în fața limbii literare (1985);
- Lexicologia (în colaborare cu I. Melniciuc, 1992);
- Fonetica (în colaborare cu V. Zagaevschi, 1993);
- Răspântii (1995);
- Nandrișii (1998);
- Așa am trecut până acum prin viață (2000);
- Neologismul în opera eminesciană (2004);
- Latina vulgară (în colaborare cu Lidia Colesnic - Codreanca, 2007).

## In memoriam

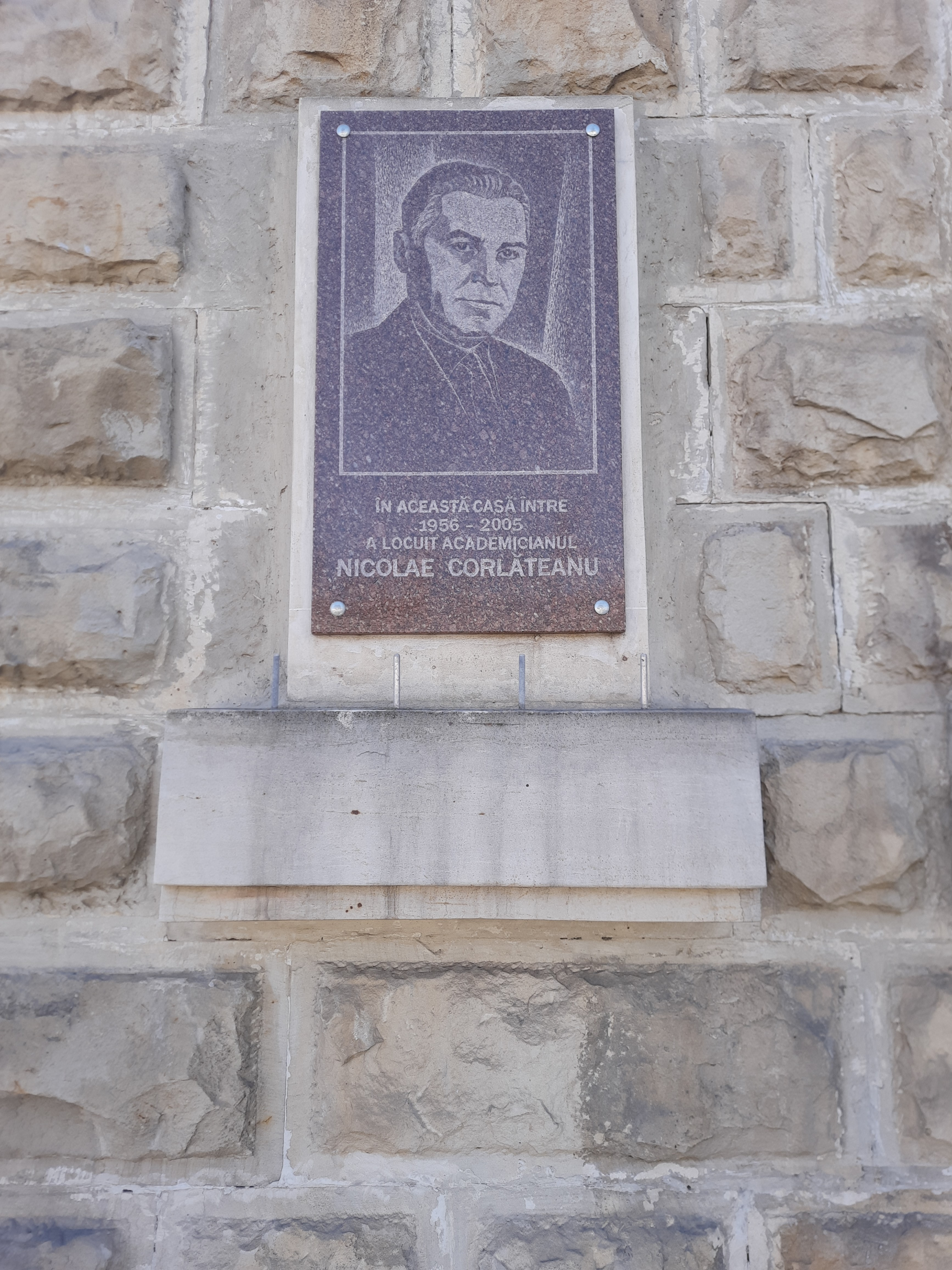
Placa comemorativă de pe fațada casei în care a locuit lingvistul

Pe casa unde a locuit savantul, pe bd. Ștefan cel Mare și Sfânt nr. 159 din Chișinău, la inițiativa Casei Limbii Române „Nichita Stănescu”, Academiei de Științe, Universității de Stat și Universității Pedagogice „Ion Creangă” din R. Moldova a fost dezvelită o placă comemorativă.
În cadrul seriei de mărci poștale „Personalități ilustre”, Poșta Moldovei a emis o marcă poștală comemorativă Nicolae Corlăteanu, în policromie, cu valoarea de 4 lei, reprezentând portretul lingvistului și 3 din cărțile publicate de el.
Aula 4 a Universității de Stat din Moldova poartă numele „Nicolae Corlăteanu”.